# Bernhard Eckstein
Bernhard Eckstein (Zwochau, 21 agosto 1935 – 10 novembre 2017) è stato un ciclista su strada tedesco.

## Palmarès

### Olimpiadi
- 1 medaglia:
  - 1 oro (Sachsenring 1960 nella corsa in linea dilettanti)